# Magnusiomyces ingens
Magnusiomyces ingens är en svampart som först beskrevs av de Hoog, M.T. Sm. & E. Guého, och fick sitt nu gällande namn av de Hoog & M.T. Sm. 2004. Magnusiomyces ingens ingår i släktet Magnusiomyces och familjen Dipodascaceae.   Inga underarter finns listade i Catalogue of Life.